# 人中之龍8
《人中之龍8》是SEGA開發及發行的角色扮演遊戲，為《人中之龍系列》第八部主要作品。本作由桐生一馬和春日一番擔任主角，是繼2015年遊戲《人中之龍0 誓約的場所》後再度採用雙主角制的《人中之龍》遊戲。
遊戲於2024年1月26日在Microsoft Windows、PlayStation 4、PlayStation 5、Xbox One和Xbox Series X/S等平台發售。

## 開發概要
2021年10月8日時，發表製作訊息。延續『人中之龍7 光與闇的去向』的故事，成為人中之龍系列的最新作品，本作的發售也是闊別四年的最新系列作品。
英文標題從過往的「Yakuza」變更為「Like a Dragon」。這是因為製作總指揮橫山昌義表示「對於日本・亞洲區系列作的粉絲們，以及從前作開始遊玩的粉絲們，認為要改變本作的訊息」。另外，日語版沒有附上副標題的理由，橫山在sns社群媒體上投稿稱：由於本作會因為不同視點俯瞰整個錯綜複雜的故事或是會因為遊玩不同的舊作經驗的人而讓人感受不同，所以在「無法特定某一“副標題”的考量」之上，「希望能讓玩家遊玩過後，命名自己專屬的”副標題”就很開心了。」 。
關於音效部分，除了日語，英語外，還首次加入中文配音 。另外，字幕方面，也加入了11種語言。
本作這次採用春日一番以及桐生一馬的雙主角制，操作春日時會進行尋母之旅，操作桐生時會因為自身得到癌症的原因，因此會開始製作臨終筆記來回顧自己的人生 。
舞台除了前作神奈川縣橫濱市・伊勢佐木異人町外，還首次加入海外的夏威夷・檀香山。
戰鬥部分延續前作的RPG的指令模式（只有桐生，藉由能力強化可以在一定時間變成以動作冒險模式的方式進行戰鬥），與前作相比，本作中角色可以自由移動，並強化「吹飛攻撃」，比起動作性，系統上更增加了戰略性。
主要客串的角色，除了有從前作就參與的演員堤真一，安田顯，中井貴一演出以外，同樣是演員的長谷川博己，成田凌，以及歌手King Gnu的主唱井口理也在本作中以新角色登場。
其他的客座嘉賓角色還有：朝倉未來（YouTuber暨綜合格鬥家）及其節目團隊的佐佐木大和舛本拓馬，宇多丸（RHYMESTER的饒舌歌手），宇內梨沙（TBS電視台的新聞主播兼同台「e電競研究所」所員），Kson（YouTuber，7外传真人酒店小姐選拔冠軍獲得繼續出演8的特權），Mr. シャチボコ，吉田たくや，卡查比（ガチャピン）以及姆克（ムック (キャラクター)，兩位是富士電視台播放的『ひらけ!ポンキッキ』節目系列的角色），檜山沙耶與駒木結衣（氣象新聞公司主播），林襄、PeachMilky和真島なおみ都客串登場。
難易度選擇以及第二輪部分，繼承「7」的方式，限定在可下載內容的「大師度假包」。此外，過去人中之龍系列中常有繼承前作存檔會獲得相關裝備的要素則是不存在。
發售日1月26日時，發表採用了創作歌手椎名林檎的樂曲。直到發售日前都隱匿採用的樂曲以及歌手則是本系列作首次。

## 故事大綱
再次由「谷底」鹹魚翻身的男人──春日一番，以及面對「人生最後階段」之戰的男人──桐生一馬。
遊戲故事敘述春日為了尋找親生母親「茜」的行蹤而來到夏威夷，但一落地就被捲入新的紛爭中，遭算計全身被扒光棄置在海灘上，以荒謬詼諧的手法替遊戲揭開序幕。因妨礙風化被當地警察逮捕的春日趁隙逃脫，途中遇見了頭髮灰白形容憔悴的桐生，並得知日本與夏威夷的黑社會都在尋找春日的親生母親「茜」。當兩人昔日的好夥伴在夏威夷再度集合後，桐生也向春日等人坦承了他得到癌症的事實。原本擁有鋼鐵般體魄的桐生如今也漸趨衰弱。
代表著黑道 “過去” 的桐生，將把這份任俠精神傳承給代表黑道 “未來” 的春日。

## 登場人物
和人中之龍系列作一樣，部分角色的面貌以配音的演員為原型而製作出來。
本作中最重要的人物(僅提最主要角色)
春日一番 - 中谷一博

桐生一馬 - 黒田崇矢
前東城會第4代會長。並捨棄自己的過去以及名字的前傳說黑道，雖然身患癌症，本作以協助春日一番身分登場。

## 遊戲系統

### 戰鬥方式
本次的戰鬥將採用承襲自 7 代並升級戰略性的「新動態指令 RPG 戰鬥」，玩家可以透過追加的新職業和豐富的自訂養成要素，打造出最強的隊伍。其中桐生在覺醒之後，將會切換為過往系列作熟悉的動作戰鬥玩法。

## 娛樂場所
瘋狂派送
騎著腳踏車外送食物的迷你遊戲。不但必須給許多人，還可以透過成功使出動作以及雜耍獲得更多的小費。
咚咚島
用球棒破壞「咚咚島」内遍布的垃圾收集資源，以DIY從家具做到酒店或是超商，來發展島嶼的娛樂場所。要不斷擊退違法丟棄垃圾的垃圾處理企業「クリーンパイレーツ」的人員來維護治安，並逐步讓島嶼提升到五星等級。
交友軟體
編輯自我紹介以及符號的個人檔案，並與對此產生興趣的對手以chat進行對話提升彼此感情，最後透過說服對手親自面對面的小遊戲。
偷拍可疑人士
搭乘無軌電車拍攝街上可疑人士的小遊戲。　
公關俱樂部・性感舞蹈
是與同伴一起前往增加羈絆值的娛樂場所。
『7』中雖然女性同伴無法進入，本作則改成所有人都可以進入。
除此以外，另外有系列作中存在的卡拉OK，街機，撲克，飛鏢等小遊戲登場。

## 舞台
伊勢佐木異人町
從前作登場、是橫濱周遭的歡樂街。有神室町3倍大。序盤時是春日編的故事舞台、但從中盤～終盤中變成桐生編的舞台。
檀香山
本作初次登場、是夏威夷的歡樂街。有著充滿觀光客的阿羅哈海灘、夏威夷最大商業施設「阿納康達購物中心」、日本人街、中國城等。是伊勢佐木異人町的3倍大。
聶雷島
宗教團體「帕雷卡納」視為聖地的島嶼。從檀香山往西前進100km才能抵達。只有代表布萊斯為首的帕雷卡納幹部、以及被授予「哈庫」稱號的人，才能坐上帕雷卡納的物資輸送船出入島上。但除了上述人等外，還隱匿了其他人。
神室町
人中之龍系列中令人熟悉、位於新宿的日本最大歡樂街。本作中只有操控桐生才能夠過去、並有臨終筆記的回憶記事以及未練任務。

## 劇中主要用語
大解散
前作發生的東城会以及近江連合的解散劇。也因此這個社會充滿3萬名的前黑道。
多多良頻道
揭弊系虛擬頻道主「多多良密花」經營的動畫頻道。因為揭露重要政治家的醜聞或是巨大企業的壞事等社會壞事而成為人氣頻道、即使是揭弊系頻道主之中也是最受人信賴、訂閱戶有500萬人以上。傳聞這個頻道也不乏警察或是政治人物關注。
第五地區
檀香山內的非法佔據地帯。現在是「海狼幫」的據點，因為是危險地區，所以一般人無法輕易進入
帕雷卡納
夏威夷自古以來流傳下來的宗教團體。教主為布萊斯•菲爾柴德。
將火視為聖物、擁有冠以火山女神知名的「聶雷島」的聖地。這個島只有以代表布萊斯為首的帕雷卡納幹部、以及被授予「哈庫」稱號的人，才能坐上帕雷卡納的物資輸送船出入島上。
投入食物賙濟庫活動以及養護中心等公益活動，春日母親‧岸田茜也長年在養護中心任職。因為其功而深受行政人員的信賴。
海狼幫
檀香山最大勢力的黑幫。總帥為德懷特•曼德斯。
作為黑幫而相當稀奇的是比起由人種或是民族組成，反而成員都是由曾為街友的人組成的集團。以第5地區為據點、為了誇耀自己的勢力，所以每周一晚上10時都會在街上巡迴。只要與海狼幫發生衝突，就會遭到稱為「開膛」的殘忍私刑。
澗礁幫
在夏威夷中，實力與海狼幫相提並論的中國黑幫。總帥為黃拓。
表面上經營高級旅館「涅槃岸」、實際上負責幫助世界各國超級富豪隱匿資產。私底下經營賭場、除了中國城有秘密賭場外、在那邊還有滿足審查條件的客人才會受到招待並位於涅槃岸最上的超VIP専用賭場。

## 音樂
- 主题曲：《滿滿的財富》

作词、作曲、演唱：椎名林檎

## 媒體評價
日本遊戲雜誌Fami通給出本作滿分40分評價，是第二款獲得滿分的人中之龍系列遊戲，上一款是PlayStation 3版的《人中之龍5 夢 實踐者》。

## 發行
2023年9月20日宣布本作在2024年1月26日正式發售，預計登陸全平台，除了支援中文與日文跟英文外，配音方面除日本，多了中文配音，並且也宣布可以立馬預購跟賣三種包，分別為一般包與豪華包跟終極包三種，三種價格銷售不同。

### 销量
2024年2月2日，世嘉宣布本作销量突破100万，为系列最快达成这一成就的系列游戏。与此相比，前作《人中之龍7 光與闇的去向》发售四年全球销量仅为180万（其中日本销量40万份）。

## 外部連結
- 官方网站